# Lac Kallavesi
Le lac Kallavesi est un lac finlandais situé dans la région de Savonie du Nord de la province de Finlande-Orientale,,,.

## Géographie

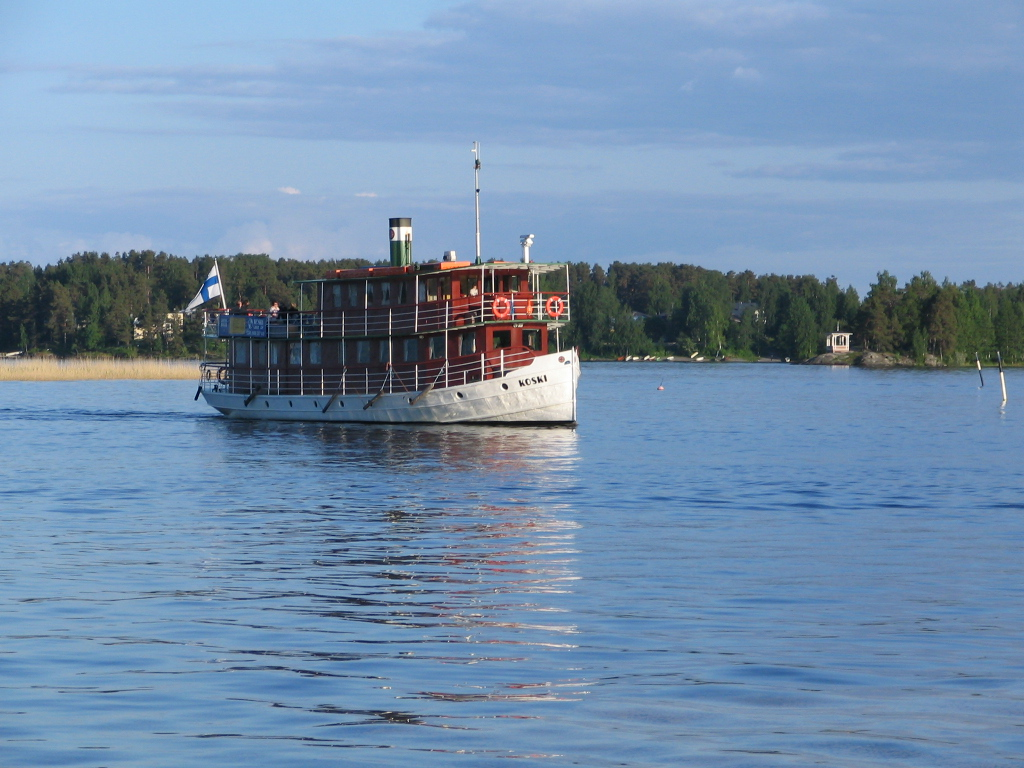
Bateau à vapeur sur le lac Kallavesi.

### Le lac
Le lac Kallavesi est le dixième plus grand lac de Finlande avec une superficie de 472,76 km2, une longueur d'environ cinquante kilomètres et une largeur variant de cinq à quinze kilomètres.
Au milieu du lac se trouve la ville de Kuopio, où une péninsule de 12 kilomètres de long, avec Puijo à sa pointe, traverse le lac vers la rive nord-est.
Entre Puijo et qa rive opposée se trouve la zone lacustre Kellosselkä, dont les iles septentrionale sont traversées par la valtatie 5. 
La valtatie 5 traverse la grande île Sorsasalo et sur la rive opposée traverse Virtasalmi, après quoi elle arrive du côté de Vuorela. 
Sur la route, les quatre ponts entre les îles s'appellent Kallansillat.
Les iles sont aussi traversees par la  voie de Savonie.
Le Kallavesi fait partie du grand lac Iso-Kalla composé de lacs ayant le même niveau d'eau.

### Îles du lac
la partie nord de Kallavesi compte environ 713 îles.
Leur superficie totale est de 2 855 ha, soit environ 15% de la superficie totale de cette partie du lac. 
Parmi ces îles cinq ont une superficie de plus d'un kilomètre carré, 159 autres îles ont une superficie de plus d'un hectare, 504 ont plus d'un are et les 45 autres ont une superficie inférieure à un are,. 
Il y a environ 1 251 îles dans la partie sud du Kallavesi. 
Leur superficie totale est de 4 202 ha, soit environ 12% de la superficie totale de cette  partie du lac. 
Sept des îles mesurent plus d'un kilomètre carré, 246 autres îles font plus d'un hecrare, 962 mesurent plus d'un are et les 36 restantes mesurent moins d'un are,.
Le lac compte 1 964 îles, dont les plus grandes sont Vaajasalo (967 ha), Laivonsaari (637 ha), Sorsasalo (610 ha), Säyneensalo (500 ha) et Näpinsalo (223 ha). 
La plus grande île de Finlande, Soisalo (163 907 ha) est bordée par le Kallavesi et six autres lacs.

## Hydrographie
Le bassin versant du Kallavesi, y compris le lac, a une superficie de 16 270 km2. 
Il se compose principalement de la voie navigable d'Iisalmi d'une superficie de 5 583 km2, de la voie navigable de Nilsiä d'une superficie de 5 422 km2 et de la voie navigable de Juojärvi avec un bassin versant de 2 074 km2.
Le Kallavesi est le lac central de la voie navigable de Kallavesi.
De là, il y a des voies de navigation vers Iisalmi au nord (voie navigable d'Iisalmi), vers Vieremä et Kiuruvesi, au nord-est Siilinjärvi, Juankoski et Nilsiä (voie navigable de Nilsiä), au sud-est Heinävesi (voie navigable d'Heinävesi) et au sud la voie profonde vers Leppävirta et Varkaus (voie navigable de Leppävirta)

## Galerie

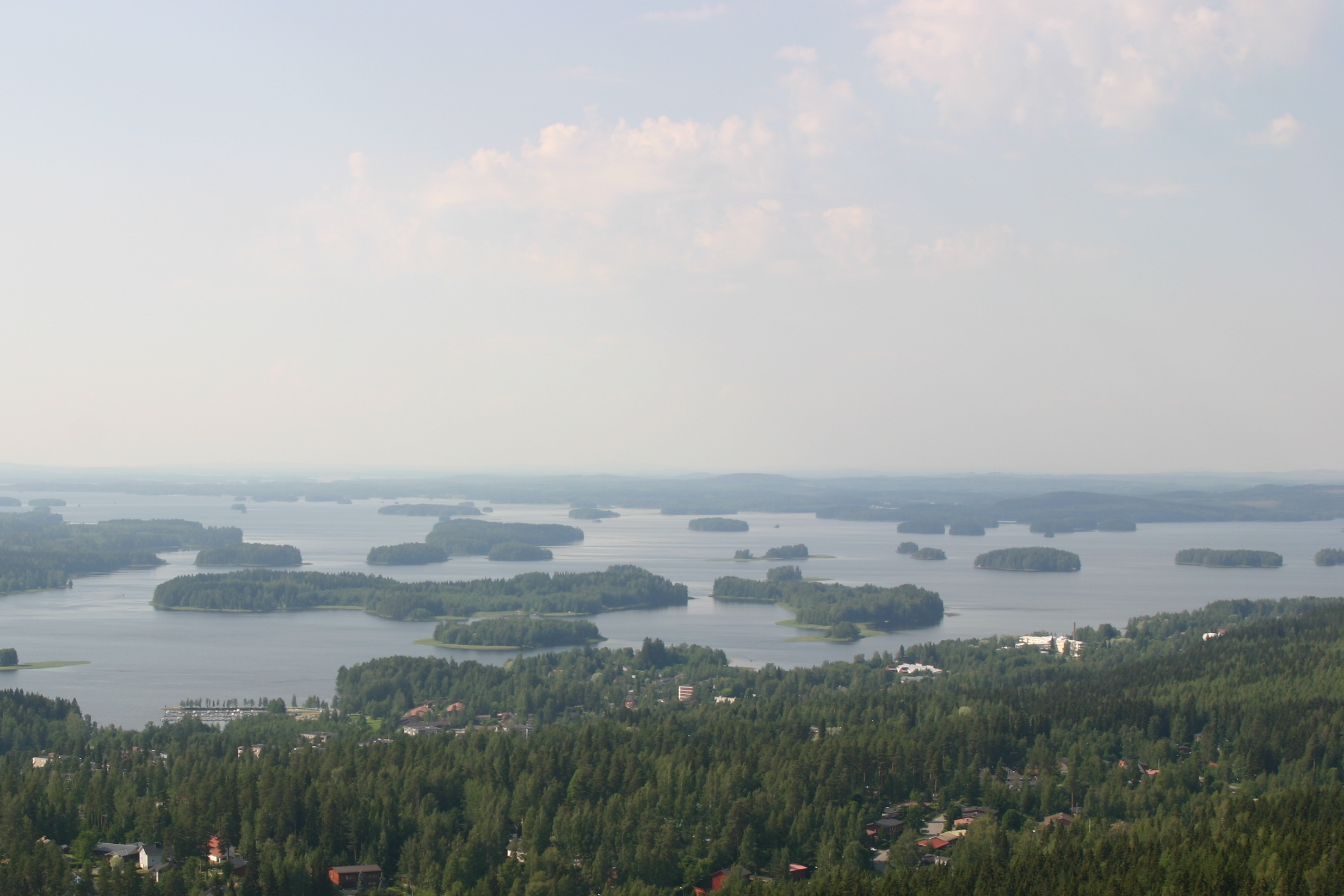
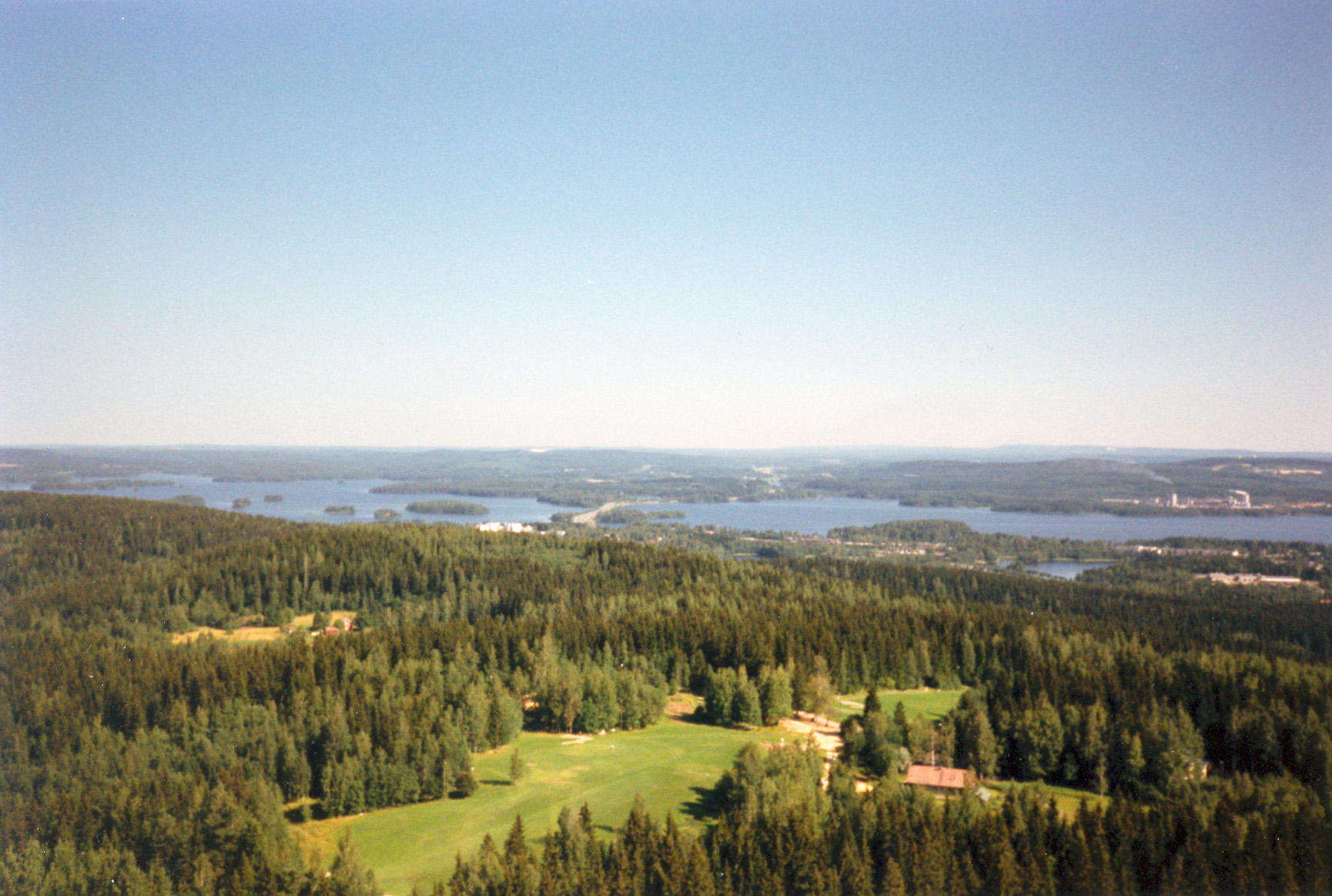
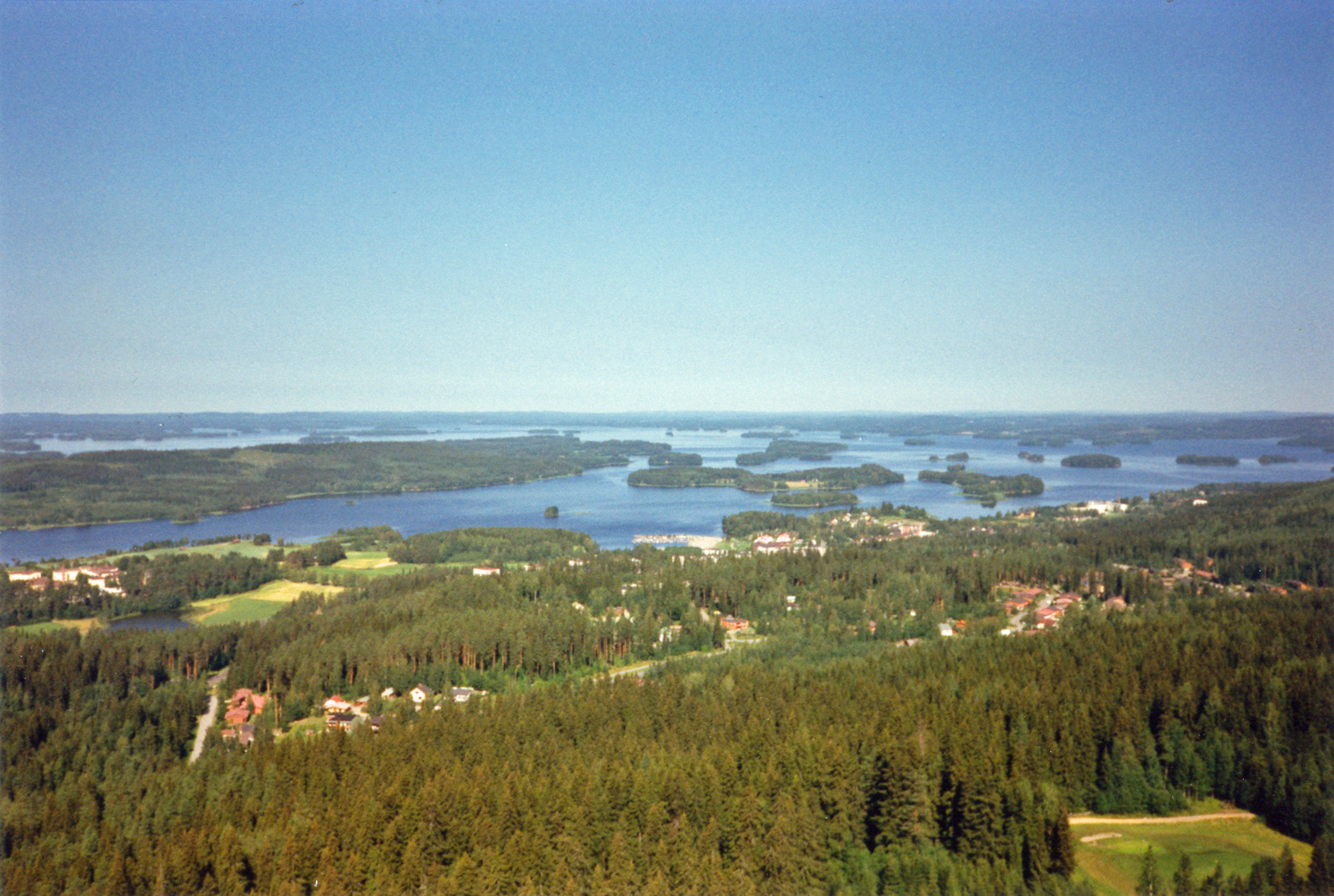